# Comuna Șceaslîve, Borîspil
Șceaslîve (în ucraineană Щасливе) este o comună în raionul Borîspil, regiunea Kiev, Ucraina, formată din satele Proliskî și Șceaslîve (reședința).

## Demografie
Componența lingvistică a comunei Șceaslîve
     Ucraineană (90,15%)
     Rusă (9,49%)
     Alte limbi (0,08%)
Conform recensământului din 2001, majoritatea populației comunei Șceaslîve era vorbitoare de ucraineană (90,15%), existând în minoritate și vorbitori de rusă (9,49%).